# Mara Rosolen
Mara Rosolen (Motta di Livenza, 27 luglio 1965) è un'ex pesista e discobola italiana, oro ai Giochi del Mediterraneo di Bari 1997, bronzo a quelli di Atene 1991 e tredici volte campionessa nazionale.

## Biografia
Ha partecipato ai Giochi olimpici di Sydney 2000, bronzo nella finale A di Coppa Europa del 1997 ed ai Giochi mondiali militari del 1999.

## Palmarès
| Anno | Manifestazione          | Sede     | Evento           | Risultato | Misura  | Note  |
| ---- | ----------------------- | -------- | ---------------- | --------- | ------- | ----- |
| 1991 | Giochi del Mediterraneo | Atene    | Getto del peso   | Bronzo    | 15,95 m | [ 4 ] |
| 1993 | Universiadi             | Buffalo  | Getto del peso   | 7ª        | 16,04 m |       |
| 1995 | Mondiali                | Göteborg | Getto del peso   | 16ª       | 16,90 m |       |
| 1997 | Mondiali indoor         | Parigi   | Getto del peso   | 7ª        | 18,37 m |       |
| 1997 | Giochi del Mediterraneo | Bari     | Getto del peso   | Oro       | 17,85 m | [ 4 ] |
| 1997 | Giochi del Mediterraneo | Bari     | Lancio del disco | 6ª        | 54,28 m |       |
| 1997 | Mondiali                | Atene    | Getto del peso   | 13ª       | 17,87 m |       |
| 1999 | Mondiali                | Siviglia | Getto del peso   | 14ª       | 17,84 m |       |
| 2000 | Olimpiadi               | Sydney   | Getto del peso   | 19ª       | 16,66 m |       |

## Campionati nazionali
Titoli italiani individuali (13)
- Campionati italiani assoluti[5]
  - Getto del peso: 5 titoli (1994 e 1996/1999)
  - Lancio del disco: 2 titoli (1994 e 1999)
- Campionati italiani assoluti indoor[6]
  - Getto del peso: 6 titoli (1995/2000)